# Маленький горбань
Маленкий горбань — оповідання українського письменника Спиридона Черкасенка. Опубліковане в 1912 році в збірці «Маленький горбань та інші оповідання». В оповіданні розповідається про невеликого на зріст та горбатого хлопчака, який своєю щирістю та добротою робить все кращим.

## Персонажі
- «Павлик» — горбатий хлопчик
- «Дід Антип» — дідусь Павлика
- «Мама» — неня Павлика
- «Дівчатка» — подруги Павлика
- «Захарко» - хлопчик-пустун
- «Тітка Явдоха» - мама Захарка
- «Хлопці» - компанія слобідських хлопчаків

## Сюжет
Вся сюжетна канва оповідання побудована на епізодах з життя маленького хлопчака Павлика. В усіх шести розділах (з яких складається це оповідання) читач розкриває для себе характер та особливості маленького українського хлопчини, який через свою фізичну ваду мусить притерпіти домагання довколишніх та залишитися дитиною з відкритою душею та з чистими й благородними помислами.

### Розділ I
| Весело й шумливо на вигоні за шахтарською слобідкою. Ген далі до залізниці зібралась доросла молодь: парубки в червоних, синіх, зелених, жовтих сорочках під пояс, у піджаках і новеньких картузах, в гарних чоботях з блискучими халявами; дівчата в різнобарвних спідницях, у вишиваних сорочках, у намисті й стрічках, у новеньких хусточках — водять короля, співаючи пісень під гармошку, а деякі сидять просто на траві, дивляться на вигадливий танок, балакають, лущать насіння. Малеча, ближче до хат, захоплена своїм, — дівчатка, окремо, хлопчики окремо. Дівчатка, порозсідавшись невеличкими купками, граються в крем’яхи; хлопці, поділившись на дві лави, змагаються в м’яча. Якого не прийнято, той сидить тут, осторонь, і з цікавістю стежить за грою. [джерело?] |
Це розділ «Знайомство» - в ньому автор змальовує нам картину із життя шахтарської слобідки часів початку XX-го століття. Згодом, автор починає знайомити читача з головним героєм твору - Павликом. Цей хлопчак жив разом зі своєю мамою (ненею) та дідусем на окраїні слобідки. Але не це стало причиною його відлюдькуватості, важка хвороба і вроджена вада - горб, ось основна причина чому однолітки цуралися, зчаста, цього хлопчини. Та поміж цього людського нерозуміння, Павлик знаходив в собі сили не звертати на це уваги й вперто крокував назустріч негодам й, згодом, знаходив все більше собі прихильників.
Помагав Павликові в цьому світі його дід Антип, який дуже переймався долею онука й силкувався, за будь-що, підставити своє плече - підтримуючи хлопчину:

| Малеча, ближче до хат, захоплена своїм, — дівчатка, окремо, хлопчики окремо. Дівчатка, порозсідавшись невеличкими купками, граються в крем’яхи; хлопці, поділившись на дві лави, змагаються в м’яча. Якого не прийнято, той сидить тут, осторонь, і з цікавістю стежить за грою. ....Старому було ніяково. Не від того він був, щоб потішити онука. Незважаючи на його страшний, химерний горб, дід дуже любив хлопця. Але він гаразд знав вдачу всіх отих Захарків, Проньок та інших, знав, що за великим Павликовим горбом діти ще не вміють побачити чудового серця його, тому боявся, що пустуни зобидять хлопця: вже не раз доводилося йому, йдучи з роботи, рятувати Павлика й скубти за чуба напасників. — Я, дідусю, до дівчат. ....Коли дід Антип з Явдохою, Захарковою матінкою, прийшли до хати, то, здивовані, зупинилися на порозі. Захарко з Павликом сиділи обойко долі й, сміючись весело, любенько грались у крем’яхи.....[1] |
Дорікаючи місцевим розбишакам, дід повчав Павлика, як поводитися та спонукав його до пошуків прихильності в дитячому товаристві. І першими, з ким заприятелював Павлик, виявилися дівчатка, яким було цікаво з Павликом, адже:
|  | вони й справді любили з ним гратись, дивитись у його журні сині очі, слухати його поважну, повчальну мову, коли він щось розповідав їм — або роз’яснюючи, як треба гратись, або розказуючи якусь цікаву побрехеньку чи довгу заплутану казочку. |

### Розділ II
А казочки-оповідки в Павлика, вдійсності, виходили ладними, адже це були материнські історії - просякнуті любов'ю та добротою. Саме в 2-му розділі автор детальніше знайомить читачів з Павликом та його ненею. Спиридону Черкасенку вдалося показати духовне єднання матері та сина. І читачу стає зрозумілим, хто виплекав в цьому хлопчакові такі достойні чесноти: доброту, справедливість, приязність та щирість.
|  | — Посиджу, соколику, посиджу. Лягай, моя дитино. — І казочку розкажеш? — І казочку розкажу. — А пісеньки співати не тре-е-ба, — надимає губенята й махає ручкою Павлик. — Пісеньки не треба, — підтакує неня. — Пісеньки такі сумні... — Сумні, моя дитино... |

Слухаючи материнські оповіді, хлопчак переносився в зовсім інший світ, ним нафантазований та додуманий. І не біда, що цей світ був лише в його снах - хлопчак ним підміняв ту сіру та брудну реальність, яка чимраз частіше стукала в його двері. Тому, Павликові фантазії та материнські казки стали тим оберегом, що хоронив хлопчака та формував його добру вдачу.

### Розділ III
Розділ, в якому читач мандрує дитячими забавками на околиці слобідки і разом з Павликом та шахтарськими дітьми забавляється в степу. Тут же дізнаємося про суперечливі стосунки між дітьми (особливо в середовищі хлопчиків, в яких примат сили - був домінуючим) і спостерігаємо першу сутичку між Захарком (місцевим бешкетником) та Павлусем. І в цьому короткому епізоді автор змалював щирість та співчуття, як Павлика так і дівчаток.
|  | — Смерті чи життя? — питав Захарко, піднявши над хлопцем кулака. Він чув і бачив, що так роблять і кажуть, борюкаючись, дорослі — парубки, та й собі ото робив так само. Хлопець плакав під ним. — Облиш! не чіпай його! — гукнув на Захарка Павлик і ладен був і собі заплакати. — Ов? — зареготав Захарко. — Чи не заступник з’явився!.. |

Наприкінці розділу автор змальовує шахтарський степ, очима маленької дитини. Разом з Павликом ми бачимо й відчуваємо як співає жаворонковий український степ, піднявшись над ним, в хлопчакових в мріях та казках, і милуючись його безкрайністю та принадами.

### Розділ IV
В цьому розділі цілком описана прикра подія, яка мала місце в степу. Бавлячись в степу, хлопчаки захопилися пошуками жаворонкових гнізд, адже їх задиркувати верховода Захарко, задумав нову прикрість - вишукувати пташенят жаворонків та знущатися з них та роздирати їх. Павлусю до сліз було шкода пташок, та зупинити, фізично, розбишаку Захарка він був неспроможний. І хоч цього разу в гніздах були лише яйця. Захарко невгамовувався, він запропонував помітити високими паличками місця гнізд й через кілька днів прийти та понищити їх. Павлусь чув ту розмову та не міг погодитися на такі нелюбдські примхи Захарка, тому він зметикував, що тому протиставити:
|  | За кілька хвилин хлопці знайшли ще одне гніздо й устромили коло нього паличку. Шукали ще. Павлик сидів на траві й замислено, не кліпаючи, дивився в землю. Він думав про те, як прилетить пташка, побачить, що пташенят-діток немає в гніздечку, й жалібно пищатиме, битиметься крильцями, сіреньким тільцем об землю й шукатиме-шукатиме. А їх немає... їх Захарко забрав і пороздирав, як роздирав видраних горобенят... Павлик здригнувся й хутко підвівся. Побачивши, що хлопці одійшли геть, він висмикнув із землі паличку коло гніздечка й закинув її в траву. Потім, не поспішаючи, пішов до другої... |

Та, невдовзі, Захарко вислідкував Павлика й накинувся на нього з кулаками та нещадно побив, що інші хлопчаки заледве відтягли його з Павликового тіла і цей епізод оповідання стає ключовим. Кульмінацією розділу (а відтак і оповідання) стає сутичка двох дуже несхожих хлопчаків — слабосилого, вразливого Павлика-горбаня і задерикуватого верховоди хлопців Захарка — як сутичка добра і зла. І нехай боязкий і нерішучий Павлик набагато слабкіший за гнівного Захарка, але своєю душею він сильніший, величніший, його благородний вчинок (зі спасінком жайворонкових гнізд) запам'ятається всім надовго і не тільки своїм чистим і лагідним серцем але й рішучістю та самопожертвою в обстоюванні правильних вчинків.

### Розділ V
Розділ цілком присвячений наслідкам «пташиного конфлікту». Читачі пізнають чергові найкращі сторони характеру Павлика, натомість, Захарко в їх очах постає вже не таким хоробрим, а навпаки - боягузом, що набідокурив. А невдовзі, вже Павлусь відійшов та потеплішав, оскільки одразу відчув щиру турботу дівча, нені та діда:
|  | — Ба який!.. Ах він паршивець!.. Ну, стривай же, я тебе доскочу! начувайся... Мій хороший, мій любий... Болить, сину, де болить?.. — турбувався дід. Павлик мовчав і тихо стогнав та заплющував очі, як дуже знеможений. Йому не так боліло, як злякався він. Сам лагідний, сумирний, він давно не міг зрозуміти, від чого все те лихе, і воно завжди лякало його. Коли він угледів був, як горіли злістю, мов у вовченяти, хижі чорні очі Захаркові, то аж зомлів з жаху. |

### Розділ VI
Це розділ-розв'язка. Уже зранку Павлик прокинувся од ранкового сонечка, що заграло йому на видочку цілим снопом золотистого, сіяючого проміння, ніби віщувало йому хороший день. Все почалося коли дід привів шкодника Захарка та почав гримати на нього. А Захарко таки виявився справжнім боягузом, героєм він був поміж слабкіших, а ось супроти діда (в спину якому насміхався, в 2-му розділі), у нього аж колінця трусилися:
|  | — Не бу-у-уду! ой не буду!.. Павлик хутко скотився з ліжка й, плачучи, підбіг до діда. — Він... він не буде! Дідусю, ріднесенький... він... він... Павлик захлипав. — Оттакої! — розвів руками здивований дід. — То це й ти плачеш? — Він не буде, — говорив Павлик, утираючи сльози. — Та як же тепер буде? — хвилювався старий. — То це, виходить, подарувати йому? Хороше діло! Він тобі й голову каменюкою просадить, а його за це по голівці?.. ........ — Дідусю, — весело гукнув Павлик, побачивши старого, — він... Захарко зовсім не сердитий... він гарний... Ми тепер часто гратимемося з ним. А! а! ну, що ти йому скажеш? — ляснув дід з обурення об поли руками. — Його вишпарити слід... А він... га?.. Ну, щастя маєш? — посварився дід на Захарка пальцем, а тітка Явдоха ласкаво сміялась крізь сльози. |

## Передісторія та мораль твору
Ми не завжди задумуємося, що насправді важливіше — краса зовнішня чи внутрішня. Надто, коли йдеться про людину, що має фізичні вади. Але це люди, що так само хочуть повноцінно жити, які мають надзвичайно щиру вразливу душу й добре серце. Саме такий хлопчик є героєм оповідання Спиридона Черкасенка «Маленький горбань». Невиключено, що в своїй педагогічній діяльності Спиридон Черкасенко зустрічав такого прототипа і завдяки своєму літературному хисту - зумів відобразити його та поєднати з тогочасним (за царату) шахтарським буттям.
Маленький хлопчак, Павлик, народився з жахливим горбом на спині, адже його батько був п'яницею. Але він так любить життя, що вміє радіти з тих крихіт буденності, які його оточують. На початку оповідання автор показує, як маленький каліка із захопленням слідкує за грою в м'яча, як щиро сміється - ніби світиться. Дуже прикро, що за більшістю ігор Павлик може лише спостерігати, адже хлопці цураються його, зневажаючи, через фізичну ваду.
Хлопчик зростає із мамою й дідом Антипом, який дуже любить онука і є його поводирем в житті. Власне, дід бачить усю несправедливість ставлення до маленького каліки, розуміючи, що в житті таким людям нелегко. Дід «гаразд знав вдачу всіх отих Захарків, Проньок та інших, знав, що за великим Павликовим горбом діти ще не вміють побачити чудового серця його, тому боявся, що пустуни зобидять хлопця: вже не раз доводилося йому, йдучи з роботи, рятувати Павлика й скубти за чуба напасників». Чудово усвідомлював старий і те, що поки він і донька живуть на цьому світі, доти й є кому захистити Павлика.
Прихильність автора до героя зображається теплотою та приязністю впродовж всього твору. Його очі глибокі, добрі, променисті, але одсвічують далеко захованим тихим смутком. Через своє каліцтво хлопчик зростає самотнім, його уяву розважають ненині казки. Ті казки справляють на маленьку душу велике враження, і Павлик яскраво уявляє ліс та доповнює їх, по своєму, із його «хижими звірями й сердешними беззаступними зайчиками». Очевидно, саме таким беззахисним зайчиком судилося в житті бути й маленькому горбаню. Павлик дуже любить звірят, пташок і часто плаче й, навіть, зомліває, коли хлопці розбивають пташині гнізда або скручують голови немічним пташенятам. Для нього незрозумілою і неприйнятною, протиприродною є жорстокість однолітків. Тому коли він бачить, що Захарко встромляє палички біля пташиних гнізд, щоб потім знайти й розорити їх, його душа противиться такому, бунтує - хлопчик потихеньку виймає ті палички, аби врятувати пташенят.
Тут же, автор знайомить читачів з антиподом Павликовим - ним виступає розбишака Захарко. Навіть портретна деталь у характеристиці обох хлопців ніби протиставлена — мрійливі чисті блакитні очі Павлика і хижі чорні, які горять злістю, мов у вовченяти, Захаркові. Такі хлопчики, як Захарко, звикли доводити свою правоту силою, не задумуючись про наслідки, тому він б'є фізично слабшого Павлика.
Натомість, хоч і скривджений, Павлик переживає за Захарка, так само, як тільки-но за малих пташенят. Чиста, добра душа хлопчика не приймає, насилля, а може, малий усім серцем хоче вірити, що Захарко виправиться, стане кращим. Найгіршим є те, що зірвиголова навіть не кається, а лише боїться, що дід Антип його відлупцює. Тоді наскільки благородним видається вчинок Павлика, який кидається захищати Захарка і, згодом, пропонує йому погратися разом, аби врятувати того від покарання. Таким чином автор розв'язує даний конфлікт й показує, як доброта та щирість малюка розтоплює кригу злоби та егоїзму, винайшовши в опоненті найкращі його сторони. Але так і не зрозуміло, а чи при першій нагоді Захарко зможе, знову, так само легко, образити чи побити маленького горбаня?
Розв'язка твору такою і залишається... відкритою. Читач, надалі, нічого вже більше не дізнається про подальшу долю Павлика. Але такий маленький епізод із життя слобідського хлопчака змушує замислитися про важку долю довірливого, доброго й беззахисного каліки, якому, на жаль, трапиться на шляху ще багато злих, нещирих, егоїстичних людей, готових у будь-який момент познущатися з хлопця.

## Схожі за сюжетом оповідання, казки
- Казка старого млина (драма)
- На шахті »(1909, збірка оповідань)
- «Вони перемогли» (1917, збірка оповідань)
- «Твори», (1920-1922, поезії в трьох томах)
- «Про що тирса шелестіла…» (1916, драма)
- «Земля» (драма)

## Видання та адаптації
- Оповідання вважається хрестоматійним і входить до багатьох хрестоматій та збірок української літератури.
- Українські підприємці видають аудіо-адаптації повідання «Маленький горбань»
- Оповідання «Маленький горбань» Спиридона Черкасенка детально вивчають в українській школі на уроках української літератури (воно введене в обов'язкову шкільну програму)[2].